# Condado de Trego
El condado de Trego (en inglés: Trego County), fundado en 1879, es uno de 105 condados del estado estadounidense de Kansas. En el año 2005, el condado tenía una población de 3,050 habitantes y una densidad poblacional de 1.3 personas por km². La sede del condado es WaKeeney. El condado recibe su nombre en honor a Edward P. Trego.

## Geografía
Según la Oficina del Censo, el condado tiene un área total de 2328 km² (898,8 mi²), de la cual 2301 km² (888,4 mi²) es tierra y 28 km² (10,8 mi²) (1.19%) es agua.

### Condados adyacentes
- Condado de Graham (norte)
- Condado de Rooks (noreste)
- Condado de Ellis (este)
- Condado de Ness (sur)
- Condado de Gove (oeste)

## Demografía
Según la Oficina del Censo en 2000, los ingresos medios por hogar en el condado eran de $29,677, y los ingresos medios por familia eran $40,524. Los hombres tenían unos ingresos medios de $26,545 frente a los $16,927 para las mujeres. La renta per cápita para el condado era de $16,239. Alrededor del 12.30% de la población estaban por debajo del umbral de pobreza.

## Localidades
Población estimada en 2004;
- WaKeeney, 1,821 (sede)
- Collyer, 131

## Municipios
El condado de Trego está dividido entre 6 municipios. Ninguna de las ciudades del condado son consideradas independientes a nivel de gobierno, y todos los datos de población para el censo e las ciudades son incluidas en el municipio.